# Jesse Pintado
Jesse Pintado (12 de julio de 1969 - 27 de agosto de 2006) fue un guitarrista líder nacido en Empalme, Sonora, México, pero a temprana edad se trasladó a Los Ángeles (California) Estados Unidos. 
En el año de 1986 fundó la banda Unknown Death junto a Oscar García (bajista y vocalista) y Pete Sandoval (baterista), después cambiar su nombre a Decomposed, y posteriormente lo cambiaron a Terrorizer donde se les unió Alfred (Garvey) Estrada como bajista en 1987, sus primeros demos fueron Shaping a Raw, Fast, Aggresive Grindcore Sound, en 1989 el bajista David Vincent se unió a la banda para grabar su primer álbum grindcore "World Downfall", el cual es considerado como la piedra angular más influyente del Grindcore.
Posteriormente reemplazó al guitarrista Bill Steer formando inmediatamente parte de la banda Napalm Death para iniciar la grabación del álbum "Harmony Corruption". En 2004 deja oficialmente Napalm Death y revive Terrorizer. En ese mismo tiempo, él toca junto con su excompañero bajista de Napalm Death (Shane Embury) en la banda llamada Lock Up. Con Terrorizer realiza en 2006 el álbum "Darker Days Ahead". Asimismo se rumorea que formó parte de la Grabación del Álbum "Brujerizmo" de la banda Brujería bajo el seudónimo "Cristo de Pisto".
Jesse Pintado vivió en Ridderkerk, Holanda. Falleció el 27 de agosto del 2006 en un hospital holandés por complicaciones de salud (coma diabético).

## Discografía

### Napalm Death
- 1990: Harmony Corruption
- 1992: Utopia Banished
- 1994: Fear, Emptiness, Despair
- 1996: Diatribes
- 1997: Inside the Torn Apart
- 1998: Words from the Exit Wound
- 2000: Enemy of the Music Business
- 2002: Order of the Leech
- 2004: Leaders Not Followers: Part 2

### Terrorizer
- 1989: World Downfall
- 2006: Darker Days Ahead

### Brujería
- 2000: Brujerizmo

### Lock Up
- 1999: Pleasures Pave Sewers
- 2002: Hate Breeds Suffering

## Bandas a las que perteneció
1. Terrorizer (guitarrista)
2. Napalm Death (guitarrista líder)
3. Lock Up (guitarrista)
4. Resistant Culture (guitarrista)
5. Brujería (guitarrista de sesión)

- Datos: Q1391146